# Austroeupatorium
Austroeupatorium là một chi thực vật có hoa trong họ Cúc (Asteraceae).

## Loài
Chi Austroeupatorium gồm các loài: